# Doriana Rivera
Doriana Rivera Aliaga  (18 de julio de 1977) es una deportista peruana, nacionalidaza neozelandesa, que compitió en bádminton.
Ganó dos medallas de bronce en los Juegos Panamericanos, en los años 1999 y 2003, ambas en la prueba de dobles.

## Palmarés internacional
| Representando a Perú |                                 |                   |        |
| Juegos Panamericanos |                                 |                   |        |
| Año                  | Lugar                           | Medalla           | Prueba |
| 1999                 | Winnipeg (Canadá)               | Medalla de bronce | Dobles |
| 2003                 | Santo Domingo (Rep. Dominicana) | Medalla de bronce | Dobles |